# „Falu” Országos Földmíves Szövetség

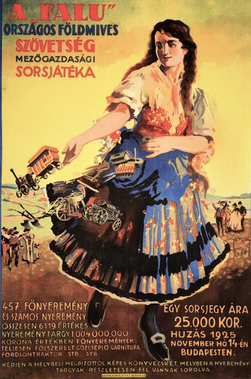
A Falu Országos Földmíves Szövetség mezőgazdasági sorsjátéka

A „Falu” Országos Földmíves Szövetség (később a köznyelvben elterjedt nevén: Faluszövetség) egy 1920. május 26-án alakult érdekképviseleti szövetség.
Felülről jövő fő kezdeményezője Rubinek Gyula akkori földművelésügyi miniszter volt, s a megalakulást az OMGE székhelyén, a Köztelek épületében mondták ki. Az első nyilvános zászlóbontás ugyanez év augusztus hó 15-én Balatonfüreden volt, ezt a szervező gyűlések sorozata követte. A Szövetség működése első idejében főleg a kulturális kérdések megoldását, kiállítások rendezését, plakátrajzoló és falukutató (1924. évi falu-monográfiaíró) pályázatokat vett fel a programjába.
1920-ban indult kezdeményezés az Országos Földmíves Szövetség alakítására, melynek céljában a korszakban felelevenedett korporációs gondolat fedezhető fel: „Az agrártársadalom nálunk eddig nem volt még egységes politikai szervezetté tömörítve. Sem az OMGE, sem a Gazdaszövetség, sem a kisgazdák nem reprezentálják tökéletesen a termelőosztályt, mert az egyik a nagybirtokosok szervezete, a másik a középbirtokosoké, a harmadik a törpebirtokosoké, a negyedik a nincsteleneké, de az Országos Földmíves Szövetség egységes politikai szervezetbe vonja bele mindezeket a rétegeket. (…) Amit mi tervezünk, nem más, mint a zöld internacionálé magyarországi szervezete. A Faluszövetség, amely nemrégiben alakult meg, nem keresztezi az új mozgalmat, mert tisztára kulturális jellegű.” — nyilatkozták Meskó Zoltán és Gaál Gaszton a Pesti Napló hasábjain. Alapítói Nagyatádi Szabó István, Sokorópátkai Szabó István és Meskó Zoltán voltak. Az 1921. május 22-én a Vérmezőn, az úgynevezett „zöldkalászos gyűlésen” megalakított szövetség ügyvezető elnöke Meskó Zoltán lett. A szervezetbe dunántúli kisbirtokosok, alföldi nagygazdák léptek be, akik a városokban a szövetség által alapított olvasókörökben politizáltak.
1923. szeptember 30-án a Kaposvárott megrendezett Falufejlesztési gazdasági és ipari kiállítással egy időben tartott nagygyűlésen az Országos Földmíves Szövetség és a Faluszövetség egyesült, és ekkor vette fel a „Falu” Országos Földmíves Szövetség nevet. Elnökévé előzetes egyeztetésekkel Mayer Jánost, ügyvezető igazgatójává előbb Marschall Ferencet, majd  Steincker Ferencet, a közgazdasági egyetem tanárát választották.
1926-ban 1950 község, mint törzstag, 675 egyesület, 315 szövetségi fiók tartozott kötelékébe.
Kifejezetten a szövetség céljainak és tevékenységének propagálására indult meg a Falu című lap (később mint a szövetség hivatalos lapja alcímmel), amelynek 1924–1927 között a szervezet kiállítási és kulturális osztályvezetője, Bodor Antal volt a felelős szerkesztője, 1928-ig pedig ő szerkesztette a Falu Könyvtára című sorozatot.
Szintén kiemelt sajtóorgánuma a Vasárnap című, főként a falusi nép számára megjelenő képes hetilap volt. Főszerkesztője Meskó Pál, a „Hangya” igazgatója, főmunkatársa Buday Barna, a „Faluszövetség” alelnöke, felelős szerkesztője pedig Schandl Károly dr. nemzetgyűlési képviselő volt.

## Kiadványai
- Faluszövetség Mezőgazdasági-, Ipari-, Művészeti és Kultur Kiállítása Zalaegerszegen (Pataky Andor 1891–1945 ([s.n. [S.l.] Budapest: Grafikai Intézet, [1925]) Plakát
- Gazdasági Ipari és Kultur Kiállítás Kiskunhalason (Lehoczky György 1901–1979; Falu Országos Földmíves Szövetség (közread.) ([s.n. [S.l.] Budapest: Kertész Ny., [1925]) Plakát
- Gátra magyarok! (Biczó András 1888–1957 ([s.n. [S.l.] Budapest: Klösz ny., [1926]). Plakát
- A „Falu” Országos Földmíves Szövetség mezőgazdasági sorsjátéka (Sátori Lipót 1899–1943 ([s.n. [S.l.] Budapest: Grafikai Intézet, [1925])] Plakát. Lásd képet!
- Széchényi kiállítás a M. Kir. Mezőgazdasági Múzeumban és a tó szigetén. Szentgyörgyi ([s.n., 1925) Plakát

Ismeretterjesztő kiadványok:
- Kovacsics Sándor: Anya- és csecsemővédelmi útmutató. Budapest, Falu Orsz. Szövetség, 1925. /A Falu Könyvtára 8./
- Anghi Csaba: A tej és kezelése. Budapest, Falu Orsz. Szövetség, 1924. /A Falu Könyvtára 10./
- Bene Lajos: A magyar falu társadalma. Kiad. a „Falu” Orsz. Földmíves Szövetség, Budapest−Székesfehérvár, Debreczenyi ny., 1925. /A falu Könyvtára 11./
- Gábos Dénes–Nagy Ferenc: Csököly község monográfiája. Bisse község monográfiája. Budapest, Faluszövetség, 1926. /A Falu Könyvtára 16./
- Anghi Csaba Geyza: Az állattenyésztés általános elvei. Budapest, Faluszövetség, 1925. /A Falu Könyvtára 22./
- Bodor Antal: Szakoktatásunk és a falugondozás úttörőjének önéletrajza. (Tessedik Sámuel). Németből átdolg. Bodor Antal. Budapest, Faluszövetség, 1926. /A Falu Könyvtára 24./
- Csizmazia György: Nova község monográfiája. Budapest, Faluszövetség, 1926. /A Falu Könyvtára 26./
- Bene Lajos–Bodó János: Az ismeretterjesztő előadások lélektana, módszere és eszközei. Előszóval ell. Bodó János. Budapest, Falu Orsz. Szövetség, 1926. /A Falu Könyvtára 32./
- Szeibert János: Sárvár monográfiája. Huszár Károly előszavával, Szabó László rajzaival. Szombathely, Dunántúl Ny., 1926. /A Falu Könyvtára 33./
- Bodor Antal: Száztíz községfejlesztési, gazdasági, egészségügyi és kultúrkiállítás. Budapest, Faluszövetség, 1926. /A Falu Könyvtára 36./

- A „Falu” Országos Földmíves Szövetség kiadványai – I. sorozat (12 mű egybekötve). Pátria Irodalmi Vállalat, 1927. 
  - 1. Acsay László: Hogyan építsünk?
  - 2. Dr. Bodor Antal: A jövő faluja
  - 3. Dr. Kovacsics Sándor: Csecsemővédelem falun
  - 4. Dr. Zemplényi Imre: Egészségápolás
  - 5. Dr. Gerlóczy Zsigmond: Egészségi tanácsok a falunak és mindenkinek
  - 6. Dr. Bittera Miklós: Gazdasági növényeink trágyázása
  - 7. Anghi Csaba Geyza: Az állattenyésztés általános elvei
  - 8. Winkler János: Gazdasági baromfitenyésztés
  - 9. Kádár Lajos: A méhészkedés alapismerete
  - 10. Csörgey Titusz: Madárvédelem a kertben
  - 11. Dr. Gaár Jenő: Népszerű jogi útmutató
  - 12. Földes Géza: Szülőföldem szép határa – székelyföldi emlékek

- Bittera Miklós: Gazdasági növényeink trágyázása. Budapest, Faluszövetség, 1927. /A Falu Könyvtára  39. sz./
- Friedl Gusztáv: Vetőmagcsávázás. Fontosabb kultúrnövényeinknek vetőmag útján terjedő betegségei. Budapest, Faluszövetség, 1927. /A Falu Könyvtára 42./
- Szabó Lajos: A homoki borsó termesztése a sivár homoktalajok feljavításának szempontjából. Faluszövetség, 1929. /A Falu Könyvtára 45./